# Alta Valle del Sestaione
Alta Valle del Sestaione este o arie protejată (arie specială de conservare — SAC, sit de importanță comunitară — SCI) din Italia întinsă pe o suprafață de 828 ha, integral pe uscat.

## Localizare
Centrul sitului Alta Valle del Sestaione este situat la coordonatele 44°07′08″N 10°39′18″E / 44.118889°N 10.655°E.

## Înființare
Situl Alta Valle del Sestaione a fost declarat sit de importanță comunitară în iunie 1995 pentru a proteja 2 specii de plante și 15 specii de animale. Situl a fost protejat și ca arie specială de conservare în decembrie 2016.

## Biodiversitate
Situată în ecoregiunea continentală, aria protejată conține 16 habitate naturale: Mlaștini alcaline, Păduri de fag din Apenini cu Abies alba și păduri de fag cu Abies nebrodensis, Pante stâncoase silicioase cu vegetație casmofită, Grohotișuri silicioase de la nivelul montan până la nivelul zăpezii (Androsacetalia alpinae și Galeopsietalia ladani), Pajiști boreale și alpine pe substrat silicios, Roci stâncoase cu vegetație pionieră de Sedo-Scleranthion sau Sedo albi-Veronicion dillenii, Pajiști alpine și subalpine calcaroase, Păduri de fag Asperulo-Fagetum, Păduri acidofile de Picea de la nivel montan la nivel alpin (Vaccinio-Piceetea), Mlaștini turboase de tranziție și turbării mișcătoare, Liziere de ierburi înalte hidrofile de câmpie și de nivel montan până la alpin, Grohotișuri termofile și vest-mediteraneene, Pajiști alpine și boreale, Lacuri și iazuri distrofice naturale, Păduri de fag Luzulo-Fagetum, Izvoare petrifiante cu formare de travertin (Cratoneurion).
La baza desemnării sitului se află mai multe specii protejate:
- plante (2): Buxbaumia viridis, Orthotrichum rogeri
- păsări (7): acvilă de munte (Aquila chrysaetos), cojoaica de pădure (Certhia familiaris), vânturel roșu (Falco tinnunculus), ciocârlie de pădure (Lullula arborea), mierlă de piatră (Monticola saxatilis), pietrar sur (Oenanthe oenanthe), Prunella collaris
- amfibieni (1): Triturus carnifex
- mamifere (1): lupul (Canis lupus)
- nevertebrate (1): Austropotamobius pallipes
- pești (5): Cobitis bilineata, zglăvoacă (Cottus gobio), Padogobius nigricans, Rutilus rubilio, Telestes muticellus

Pe lângă speciile protejate, pe teritoriul sitului au mai fost identificate 36 de specii de plante, 3 specii de amfibieni, 7 specii de mamifere, 5 specii de nevertebrate, 1 specie de pești.